# Segunda División Provincial de Fútbol de Lima 1931
Fue la segunda edición de la Segunda División Provincial de Lima, (equivalente a la tercera categoría), llevándose a acabó en 1931. Los cuatro primeros equipos de cada serie, participan en una liguilla de promoción con los últimos equipos de la División Intermedia. Los campeones de cada serie, juegan un partido final por el título de la Segunda División Provincial.

## Historia
La presente edición, se da en 1931. El formato del campeonato fue el siguiente. Se divide en dos series de 13 equipos (en la práctica fueron 12 ya que Rada y Gamio e Juventud Nepeña desistieron de participar). Los cuatro primeros puestos de cada serie, clasifica en la liguilla de promoción intermedia, contra los peores equipos de la División Intermedia. Adicionalmente, los campeones de ambas series, participan en un partido final para la definición del campeonato. Sport Boys vence por 1-0 Huáscar Barranco y se consagra campeón de la Segunda División Provincial.
A su vez, Sport Boys, Porteño F.B.C., Juventud Soledad, Luxardo Magdalena, Huáscar Barranco, Deportivo Obrero Chorrillos, Alianza San Martín y Juventud Chorrillos clasifican a la liguilla de promoción. En la liguilla se enfrentan contra los clubes: Unión Lazo, Santa Catalina, Unión FBC, Unión Carbone, Atlético Lusitania, Jesús M. Salazar, Olaya Chorrillos y Sportivo Uruguay. 
Los equipos que lograron ascender fueron: Sport Boys, Porteño F.B.C., Deportivo Obrero Chorrillos y Huáscar Barranco, y Juventud Chorrillos. Sin embargo, Porteño F.B.C. se afilia a la recién creada Liga Provincial de Fútbol del Callao en el año 1932. Los últimos equipos de ambas series incluidos los que desistieron en participar, descienden Tercera División Provincial de Fútbol de Lima de 1932.

## Campeonato

### Primera Serie
- Sport Boys: Campeón de serie, participa liguilla de promoción y participa definición título.
- Porteño F.B.C.: Participa liguilla de promoción.
- Juventud Soledad: Participa liguilla de promoción.
- Luxardo Magdalena: Participa liguilla de promoción.
- Juventud Gloria
- Atlético Córdoba
- Alianza Marañón
- Peruvian Boys
- America Star
- Sport Las Leonas
- Sporting Bellavista - descendido
- Racing F.B.C. - descendido
- Rada y Gamio - desiste de participar y descendido

### Segunda Serie
- Huáscar Barranco: Campeón de serie, participa liguilla de promoción y participa definición título.
- Deportivo Obrero Chorrillos: Participa liguilla de promoción
- Alianza San Martín: Participa liguilla de promoción
- Juventud Chorrillos: Participa liguilla de promoción
- José Gálvez
- Porvenir Miraflores
- Alianza Chorrillos
- Teniente Ruiz
- Bolognesi Barranco
- Nueve de Diciembre
- Independiente Chosica - descendido
- Sportivo Abancay - descendido
- Juventud Nepeña - desiste de participar y descendido

### Final
- Sport Boys 1-0  Huascar Barranco.